# Naučná stezka Čierny kameň
 Naučná stezka Čierny kameň (slovensky Náučný chodník Čierny kameň) se nachází ve východní části pohoří Velká Fatra (okres Ružomberok, Žilinský kraj) na Slovensku. Prochází přes NPR Čierny kameň. Stezka je zaměřena na přírodovědu, ochranu přírody a historii. Pojmenována je podle vrcholu Čierny kameň.

## Seznam naučných tabulí
- Informačný panel, Veľká Fatra
- Flóra vo Veľkej Fatre
- Fauna vo Veľkej Fatre
- NPR Čierny kameň
- SNP + Ploská (prístrešok)
- Salašníctvo
- Človek a krajina
- Náučný chodník Čierny kameň